# Socovce
Socovce (ungarisch Szocóc – bis 1907 Nagyszocóc) ist eine Gemeinde im Norden der Slowakei mit 227 Einwohnern (Stand 31. Dezember 2024), die zum Okres Martin, einem Teil des Žilinský kraj, gehört und zur traditionellen Landschaft Turiec gezählt wird.

## Geographie

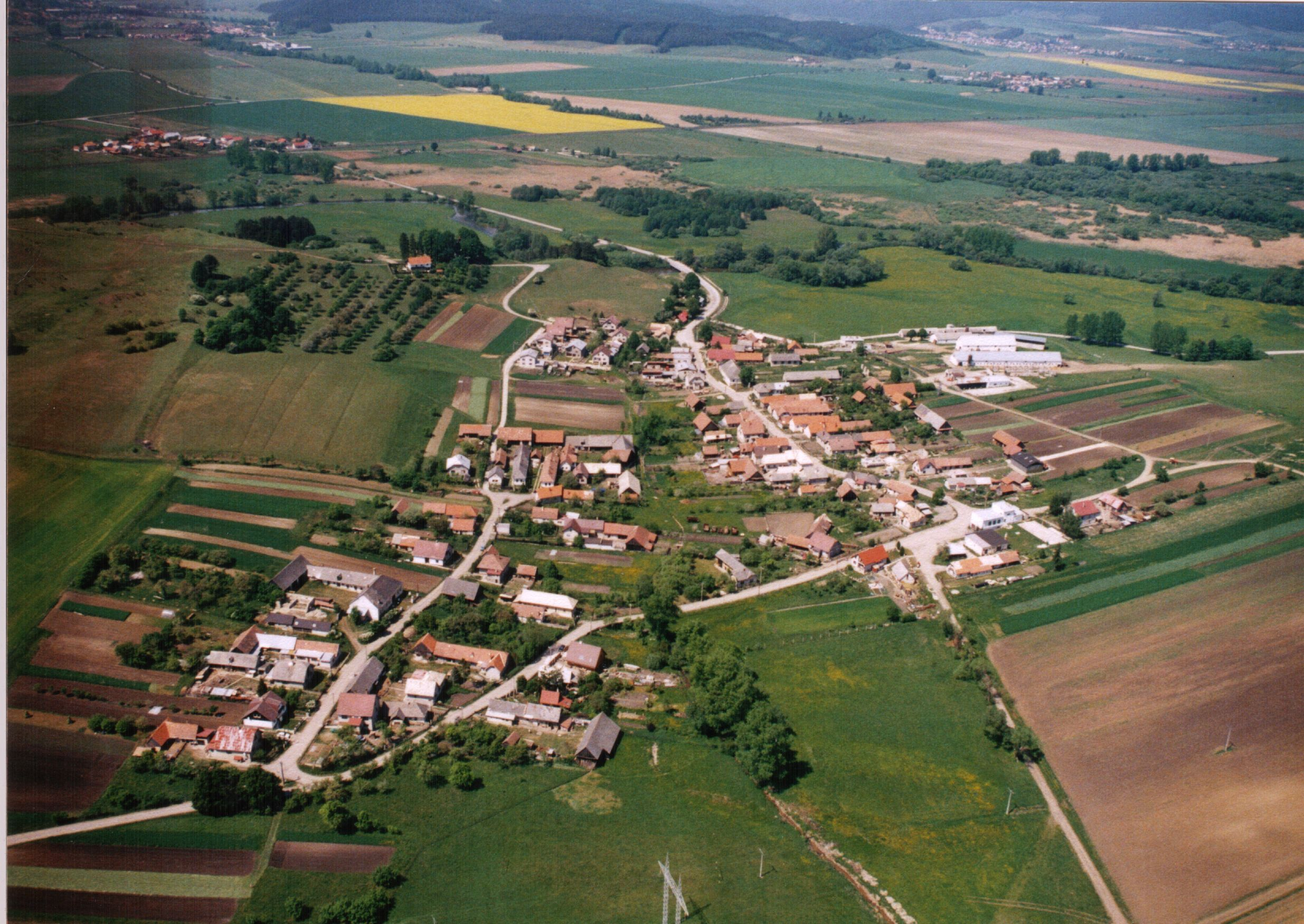
Luftbild von Socovce

Die Gemeinde befindet sich im Mittelteil des Turzbeckens (slowakisch Turčianska kotlina) am Bach Socovský potok und am rechten Ufer des Turiec. Das Ortszentrum liegt auf einer Höhe von 444 m n.m. und ist 16 Kilometer von Martin entfernt.
Zur Gemeinde gehören auch die ehemals selbständigen Orte Svätá Mara (1944 eingemeindet) und Stránka (nach 1873 zur Gemeinde Svätá Mara eingemeindet). Beide sind keine Gemeindeteile mehr.
Nachbargemeinden sind Kláštor pod Znievom im Norden, Laskár im Nordosten, Blatnica im Osten, Mošovce im Süden, Blažovce im Südwesten und Turčiansky Ďur im Westen.

## Geschichte

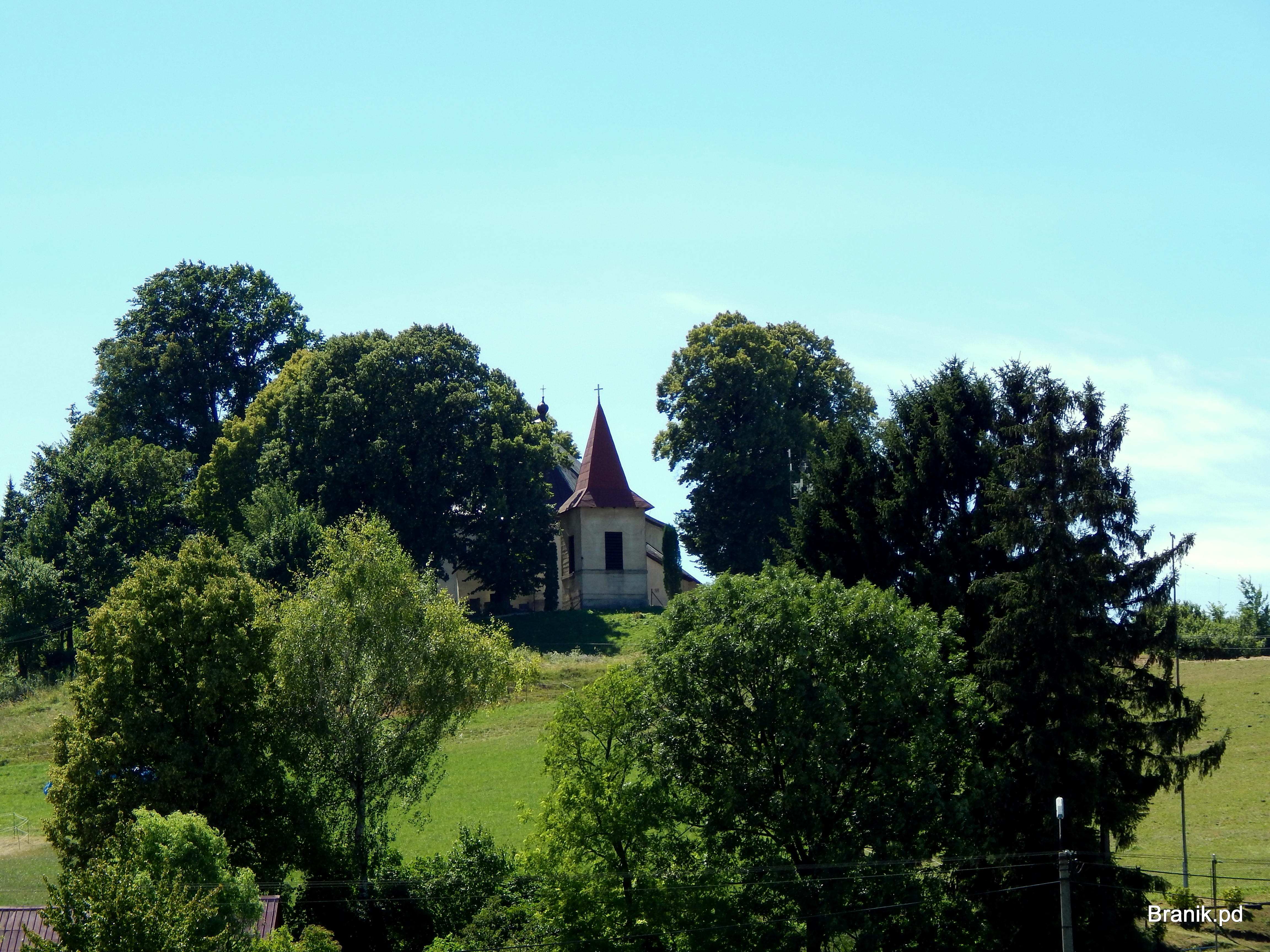
Kirche Mariä Geburt in Socovce

Auf dem nahe gelegenen Hügel Stráža gab es in der Bronzezeit eine befestigte Siedlung der Lausitzer Kultur.
Der heutige Ort wurde zum ersten Mal 1258 als Zochowcz, Zoczowcz beziehungsweise Sochouch schriftlich erwähnt. 1262 kam das Dorf zum Herrschaftsgebiet der Burg Zniev, im 18. Jahrhundert gehörte es der Kammer. 1720 wohnten 18 Haushalte in Socovce, 1784 hatte die Ortschaft 28 Häuser und 210 Einwohner, 1828 zählte man 24 Häuser und 215 Einwohner, die als Landwirte beschäftigt waren.
Bis 1918 gehörte der im Komitat Turz liegende Ort zum Königreich Ungarn, kam danach zur Tschechoslowakei beziehungsweise heute Slowakei. In der ersten tschechoslowakischen Republik waren neben Landwirtschaft auch Korbmacherei und Weberei verbreitet.

## Bevölkerung
| Jahr                | 1994 | 2004    | 2014    | 2024    |
| ------------------- | ---- | ------- | ------- | ------- |
| Anzahl der Personen | 230  | 243     | 245     | 227     |
| Unterschied         |      | +5,65 % | +0,82 % | −7,34 % |

| Jahr                | 2023 | 2024    |
| ------------------- | ---- | ------- |
| Anzahl der Personen | 228  | 227     |
| Unterschied         |      | −0,43 % |

Nach der Volkszählung 2011 wohnten in Socovce 244 Einwohner, davon 228 Slowaken und ein Tscheche. 15 Einwohner machten keine Angabe zur Ethnie.
198 Einwohner bekannten sich zur römisch-katholischen Kirche und 11 Einwohner zur Evangelischen Kirche A. B. 19 Einwohner waren konfessionslos und bei 16 Einwohnern wurde die Konfession nicht ermittelt.

## Bauwerke und Denkmäler
- römisch-katholische Mariä Geburt im vormaligen Ort Svätá Mara aus dem 13. Jahrhundert
- Glockenturm